# Clare Hayes Timberlake

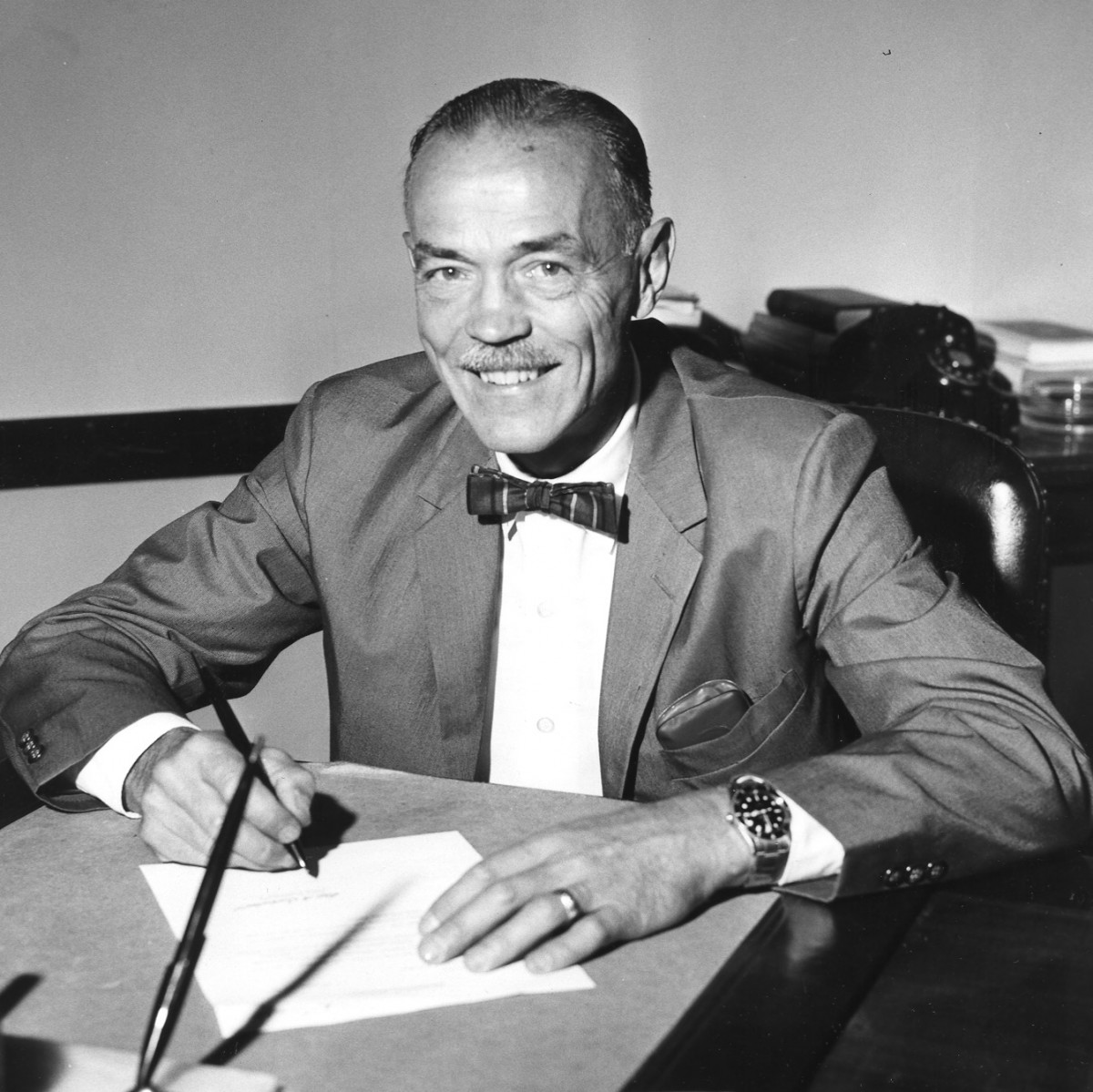
Clare Hayes Timberlake

Clare Hayes Timberlake (* 29. Oktober 1907 in Jackson, Michigan; † 22. Februar 1982 in Bethesda, Maryland) war ein US-amerikanischer Diplomat.

## Leben
Der Vater war Draht- und Kabelfabrikant. Seine Mutter war früher Sängerin. Er studierte an der Universität Michigan und der Harvard Graduate School of Arts and Sciencespolitische Wissenschaften und Rechtswissenschaften.
Er trat 1930 in den diplomatischen Dienst der USA ein. Er war ab 1931 stellvertretender Konsul in Toronto, Kanada und wurde 1932 Vizekonsul in Buenos Aires, Argentinien. Er wechselte 1935 als dritter Botschaftssekretär nach Montevideo, Uruguay und wurde in gleicher Funktion 1937 in die Schweiz nach Zürich versetzt. Während des Spanischen Bürgerkriegs war er dritter Legationssekretär in Vigo. Dort blieb er bis 1940. Danach war er Vizekonsul und später Konsul in Aden und Französisch-Somaliland. Im Jahr 1943 übernahm er im Außenministerium der Vereinigten Staaten eine leitende Stellung in der Nahost-Abteilung. Im Jahr 1945 war er stellvertretender Leiter der Afrika-Abteilung und ein Jahr später deren Leiter. In dieser Zeit hat er mehrfach Afrika bereist. Im Jahr 1947 absolvierte er einen Lehrgang an der nationalen Kriegsschule. Seit 1948 war er Generalkonsul in Bombay und 1950 Legationsrat an der Botschaft in Delhi.
Von 1952 an war Timberlake Generalkonsul in Hamburg. Er wurde 1955 Legationsrat in Lima, Peru und 1957 in Buenos Aires. Er wurde 1959 stellvertretender Chef de Mission in Bonn. Ende 1960 wurde er Sonderbotschafter von Dwight D. Eisenhower anlässlich der Feiern zur Unabhängigkeit der Demokratischen Republik Kongo und zum ersten Botschafter der Vereinigten Staaten in diesem Land ernannt.
John F. Kennedy, der die amerikanische Politik gegenüber der Demokratischen Republik Kongo grundlegend änderte, berief Timberlake im Juni 1961 ab und versetzte ihn als Verbindungsoffizier auf die Maxwell Air Force Base.